# Voglajna (rzeka)
Voglajna – rzeka we wschodniej części Słowenii, lewobrzeżny dopływ Savinji. Ma długość 35 km, powierzchnię zlewni 412 km² i średni przepływ wynoszący 3,32 m³/s (w Celje).

## Przebieg i opis

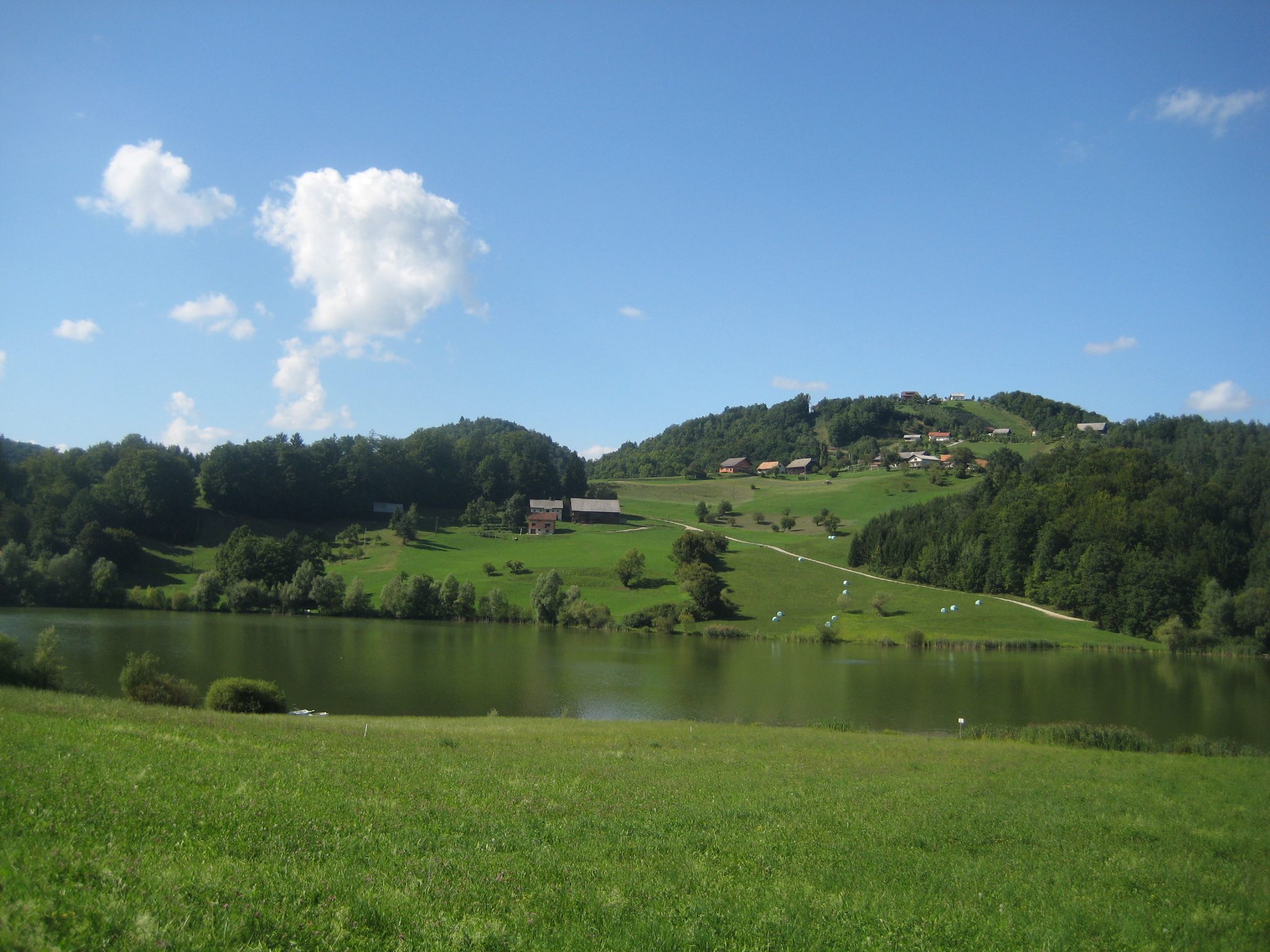
Jezioro Slivniško – początek rzeki Voglajna

Źródłem Voglajny jest odpływ z jeziora Slivniško, do którego wpływają jej główne dopływy Ločnica i Drobinski potok. Chociaż nie ma jednomyślnej opinii na temat początku Voglajny, możemy stwierdzić, że przed powstaniem jeziora Voglajna, jej początki sięgały miejsca, w którym obecnie znajduje się zatopione połączenie tych dwóch strumieni w pobliżu osady Rakitovec.
Poniżej ujścia z jeziora Slivniško rzeka Voglajna skręca od razu na południe, tworząc wąski i krótki wąwóz pomiędzy Gradiščami (441 m n.p.m.) i Prednją górą (455 m n.p.m.), mimo że od jej biegu w pobliżu Črnolicy dzieli ją zaledwie 600 m. Na południowym zboczu tych niskich wzgórz rzeka wpada do Goricy pri Slivnici, gdzie od lewej strony łączy się z dopływem Čret, a następnie skręca na zachód krótką, ale szeroką doliną. Tutaj rzeka przyjmuje z lewej strony lewy dopływ Jezernicę i zaraz potem wpływa do wąwozu między Prednją górą i Rifnikiem. W Črnolicy szlak opuszcza wąwóz i wkracza do szerokiej doliny, a następnie stopniowo skręca na północ. Powyżej Šentjura wpada do niego rzeka Slomski potok, która następnie płynie tuż na południe od Šentjura, gdzie łączy się z nią Pešnica po prawej stronie i Kozarica po lewej.
Nieco powyżej Štore, rzeka płynie przez dolinę o szerokości niemal kilometra, o płaskim, niekiedy podmokłym dnie, a następnie przez węższą część doliny. W Teharje dolina ponownie na krótko się zwęża, a za zwężeniem rzeka Voglajna wpada na szerokie dno doliny Kotliny Celjskiej. Poniżej miejscowości Štore rzeka płynie całkowicie zmienionym sztucznym korytem, po czym skręca na zachód i płynie podobnym sztucznym korytem wzdłuż południowego krańca równiny, mijając stację kolejową w Celje. Od prawej strony dopływu wpływa rzeka Hudinja, która następnie skręca na południe. Następnie Voglajna uchodzi do rzeki Savinja.

## Ochrona przyrody
Część rzeki jest wpisana do programu Natura 2000. Rzeka jest siedliskiem dla czterech gatunków ryb i zagrożonej Skójki gruboskorupowej.